# Colliers Classic
La Colliers Classic era una corsa in linea maschile di ciclismo su strada che si svolse attorno ad Århus, nella regione dello Jutland centrale, in Danimarca, dal 1997 al 2007 nel mese di maggio. Dal 2005 fece parte del calendario UCI Europe Tour come evento di classe 1.1.
La corsa cambiò spesso denominazione: creata nel 1997 come Aarhus Post Grand Prix, nel 1999 divenne BKI Kaffe Grand Prix; dal 2000 al 2001 prese il nome di Samsung Mobile Grand Prix; dal 2002 al 2005 si chiamò CSC Classic e infine, dal 2006 al 2007, assunse la denominazione definitiva.

## Albo d'oro
Aggiornato all'edizione 2007.
| Anno | Vincitore           | Secondo              | Terzo              |
| ---- | ------------------- | -------------------- | ------------------ |
| 1997 | Bjarne Riis         | Frank Høj            | Eric De Clercq     |
| 1998 | Romāns Vainšteins   | Uroš Murn            | Denis Rasmussen    |
| 1999 | Allan Johansen      | Nicolai Bo Larsen    | Torsten Schmidt    |
| 2000 | Arvis Piziks        | Jans Koerts          | Nico Eeckhout      |
| 2001 | Michael Sandstod    | Nicolai Bo Larsen    | Arvis Piziks       |
| 2002 | Laurent Jalabert    | Allan Johansen       | Rik Reinerinke     |
| 2003 | Jakob Piil          | Scott Sunderland     | Jørgen Bo Petersen |
| 2004 | Kurt Asle Arvesen   | Magnus Bäckstedt     | Allan Johansen     |
| 2005 | Jacob Moe Rasmussen | Michael Reihs        | René Jørgensen     |
| 2006 | Erwin Thijs         | Edvald Boasson Hagen | Niki Terpstra      |
| 2007 | Juan José Haedo     | Alex Rasmussen       | Jens-Erik Madsen   |